# Danckerts
Danckerts ist ein niederländischer Familienname. Zur Etymologie und weiteren Namensträgern siehe Dankers.

## Namensträger
- Ghiselin Danckerts (um 1510–um 1567), niederländischer Sänger und Komponist
- Hendrick Danckerts (um 1625–1680), niederländischer Maler
- Justus Danckerts (1635–1701), niederländischer Kupferstecher und Verleger